# Kvitka, Bârzula
Kvitka (în ucraineană Квітка) este un sat în comuna Savran din raionul Bârzula, regiunea Odesa, Ucraina.

## Demografie
Componența lingvistică a localității Kvitka
     Ucraineană (93,55%)
     Rusă (3,23%)
     Română (3,23%)
Conform recensământului din 2001, majoritatea populației localității Kvitka era vorbitoare de ucraineană (93,55%), existând în minoritate și vorbitori de rusă (3,23%) și română (3,23%).